# Louis Aston Knight

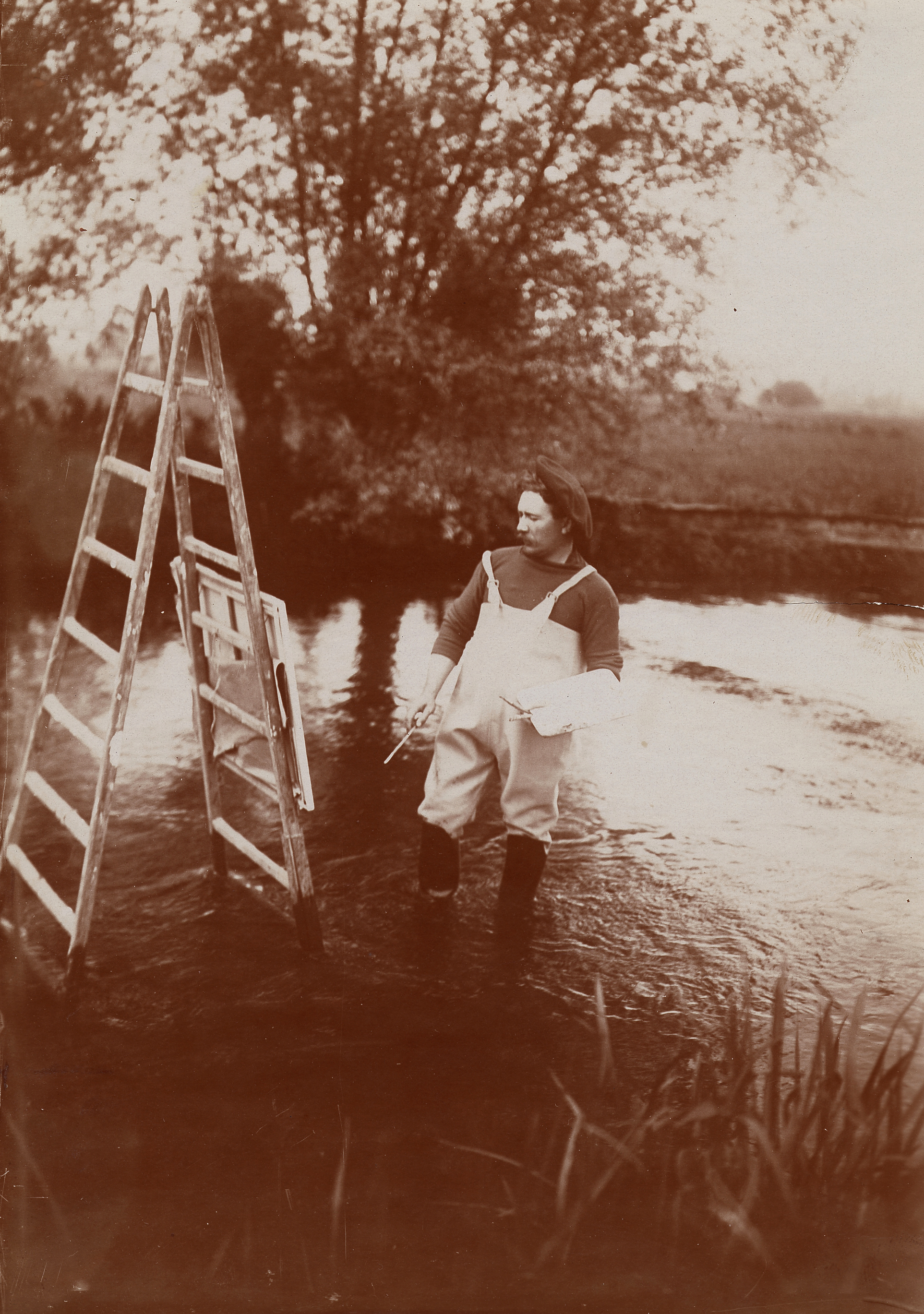
Louis Aston Knight etwa 1890

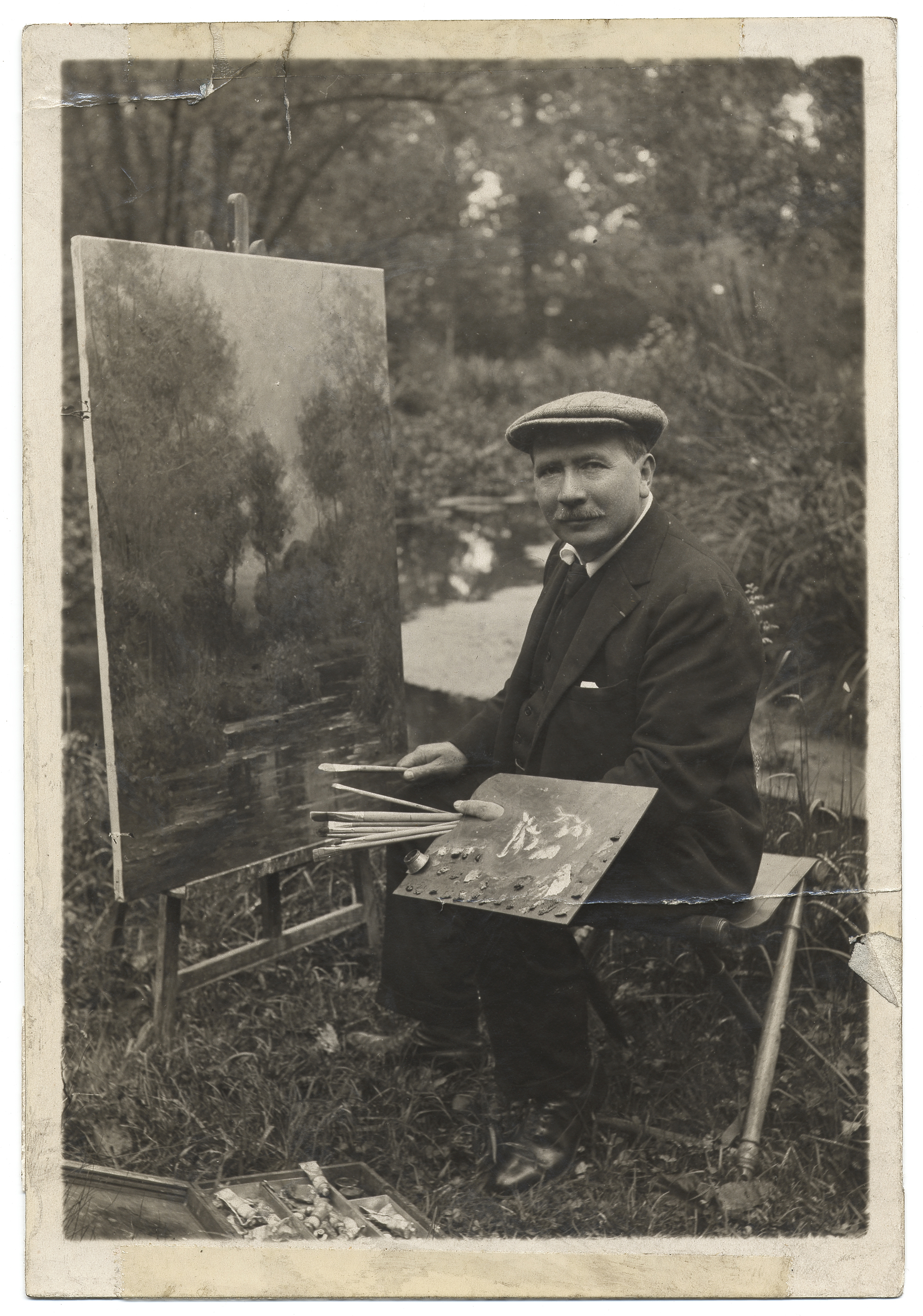
Louis Aston Knight etwa 1920

Louis Aston Knight (geb. 5. August 1873 im 7. Arrondissement in Paris; gest. 8. Mai 1948 in New York City) war ein US-amerikanischer Maler, der in Frankreich und den Vereinigten Staaten tätig war. Er war Sohn des Malers Daniel Ridgway Knight.

## Leben
Vor 1940 lebte der Landschaftsmaler Knight hauptsächlich in Frankreich. Er mietete zuerst eine Mühle aus dem frühen 17. Jahrhundert in Beaumont-le-Roger. Später kaufte er das Manoir de Chantereine in der gleichen Stadt. Für seine Tochter baute er auf dem Grundstück des Manoirs am Fluss Risle ein Cottage namens Diane’s Cottage, von dem er an die achtzig Bilder malte. Die Vereinigten Staaten besuchte Louis Aston Knight erstmals 1905.
Louis Aston Knight war Schüler von Daniel Ridgway Knight und von den französischen Malern Jules-Joseph Lefebvre sowie Tony Robert-Fleury, die an der Académie Julian unterrichteten. Zwischen 1894 und 1914 nahm Knight an insgesamt siebzehn Kunstausstellungen in Paris teil. Dabei handelte es sich um den Salon des artistes français, der Nachfolgeveranstaltung des Salon de Paris. Knight nahm an der Weltausstellung Paris 1900 teil und bekam dort eine Bronzemedaille.
Seine Gemälde werden in Frankreich im Musée du Luxembourg in Paris, im Musée d’Évreux und im Musée des Beaux-Arts von Nîmes ausgestellt. In den Vereinigten Staaten zeigen das Virginia Museum of Fine Arts und das Hudson River Museum in Yonkers Werke von ihm. Die US-amerikanischen Präsidenten Warren G. Harding und Calvin Coolidge hatten Gemälde von ihm in ihren privaten Sammlungen.
Knight war Mitglied der Ehrenlegion und wurde 1934 in den Rang eines Commandeurs erhoben. Im Zweiten Weltkrieg wurde das Manoir de Chantereine zerstört. 1948  verstarb er nach langer Krankheit im Alter von 74 Jahren. Zudem hatte er den Orden des Drachen von Annam im Range eines Großoffiziers und den Orden Ouissam Alaouite im Rang eines Commanders.
Sein Sohn Ridgway Brewster Knight (1911–2001) war ein in Frankreich geborener US-amerikanischer Diplomat, der als Botschafter in Syrien (1961–1965), Belgien (1965–1969) und Portugal (1969–1973) fungierte.

## Werk
Obwohl Daniel Ridgway Knight die meiste Zeit seines Lebens in Europa verbrachte, malte er dennoch mit amerikanischer Technik, die er auch seinem Sohn vermittelte. Die beiden einigten sich darauf, dass Louis Aston Knight keine Menschen malen solle, damit ihre Werke sich voneinander unterschieden. Louis Aston Knight war aber auch vom Impressionismus beeinflusst und wie sein Vater mit Claude Monet befreundet. Louis Aston Knight bewunderte dessen Garten, den er in Beaumont-le-Roger nachahmte. Zudem malte er die schönsten Gärten der Umgegend und vergab dafür Preise an die Einheimischen.

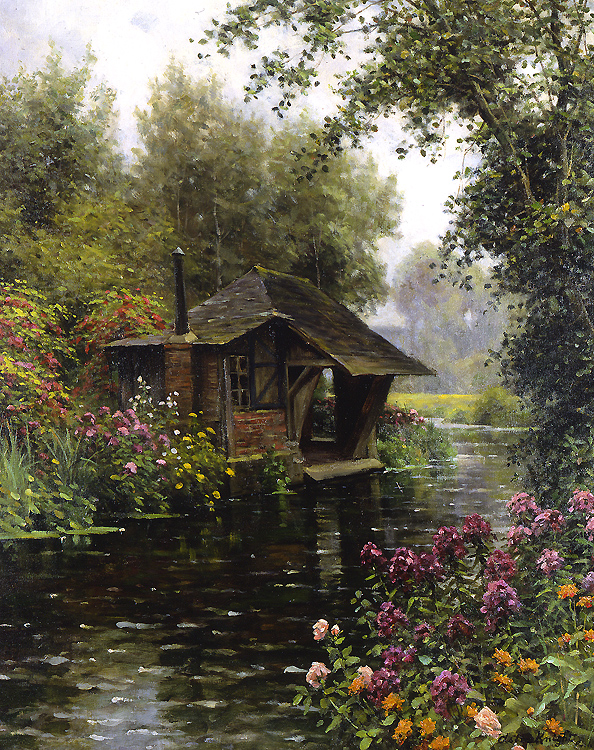
In Beaumont-le-Roger.
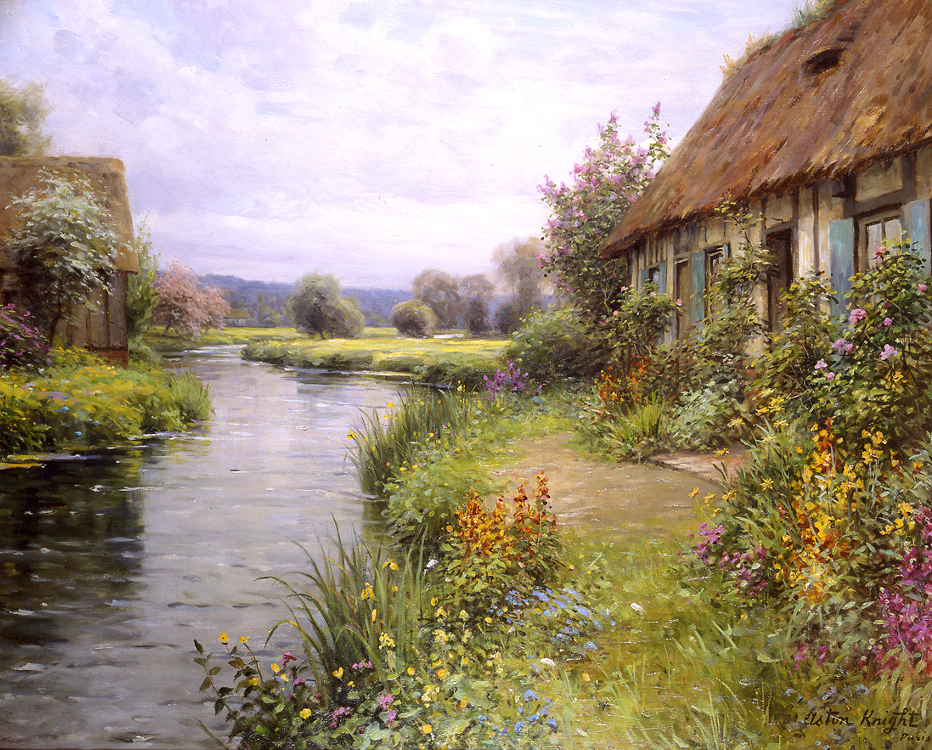
Der Fluss macht eine Kurve.
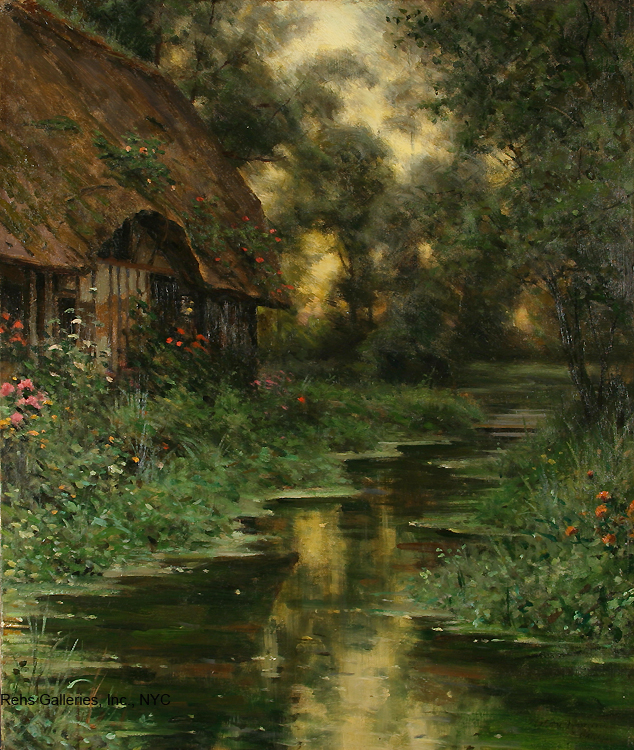
Diane’s Cottage im Sonnenuntergang.
Ein Kanal in Venedig.